# 杨杰故居
杨杰故居位于云南省大理州大理市大理镇大理古城广武路46号，是民国陆军将领杨杰的家族祖居地，为其祖父杨宣建所造的一院“三坊一照壁”白族民居。1917年又扩建一院“四合五天井”白族民居。中华人民共和国成立后，由大理中和三完小（现大理二小）使用。现仅存前院两层正屋及后院左右两厢楼房各一幢。2016年，杨杰故居进行修缮，并恢复了南、北耳房、大门和照壁，修复了“四合五天井”的建筑格局。依托杨杰故居的“杨杰将军纪念馆”已于2022年3月向云南省文物局登记备案，但未开展布展工作，也不对外开放。
2008年9月1日公布，公布为第三批大理市文物保护单位。2012年1月7日，公布为第七批云南省文物保护单位。